# Megaherpystis eusema
Megaherpystis eusema är en fjärilsart som beskrevs av Diakonoff 1969. Megaherpystis eusema ingår i släktet Megaherpystis och familjen vecklare. Inga underarter finns listade i Catalogue of Life.